# لين فنسنت
لين فنسنت (بالإنجليزية: Lynn Vincent) هي كاتِبة وصحفية أمريكية، ولدت في 1962 في سبرينغفيلد في الولايات المتحدة.

## وصلات خارجية
- لين فنسنت على موقع إن إن دي بي (الإنجليزية)